# Christoph Krehl
Christoph Ludolf Ehrenfried Krehl (Meißen, 29 de junho de 1825 — Leipzig, 15 de maio de 1901) foi um orientalista alemão.
Pai de Ludolf von Krehl. Estudou nas universidades de Lípsia, Tubinga (aluno de Heinrich Ewald), Sorbona e São Petersburgo. Tornou-se secretário da Biblioteca Real em Dresda em 1852 e em 1861 foi para Leipzig como bibliotecário da universidade e professor de línguas orientais.
Editou alguns textos em língua árabe e escreveu os livros:
- Ueber die Religion der vorislamischen Araber (1863)
- Ueber die koranische Lehre von der Prädestination (1870)
- Beiträge zur Charakteristik der Lehre vom Glauben im Islam (1877)
- Das Leben und die Lehre des Muhammed, volume i (1884)